# Jakob Streitle
Jakob Streitle (11. prosince 1916 – 24. června 1982) byl německý fotbalista. Během své kariéry hrál jako obránce za Bayern Mnichov.
V letech 1938 až 1952 si v německém národním týmu zahrál celkem 15krát. Streitle byl členem německého týmu, který se zúčastnil Mistrovství světa ve fotbale 1938 ve Francii, kde debutoval v odvetě osmifinále proti Švýcarsku.
Během druhé světové války sloužil Streitle jako důstojník Wehrmachtu.